# William McLachlan (pattinatore)
William McLachlan (...) è un ex danzatore su ghiaccio canadese. Insieme a Geraldine Fenton ha vinto due medaglie d’argento e una di bronzo al Campionato mondiale e due medaglie d’oro al North American Champioship. Dopo il ritiro di Fenton McLachlan ha gareggiato con Virginia Thompson, insieme alla quale ha vinto un argento e un bronzo al Campionato del mondo e un oro al North American Championship.

## Risultati
(con Fenton)
| Evento                       | 1954 | 1955 | 1956 | 1957 | 1958 | 1959 |
| ---------------------------- | ---- | ---- | ---- | ---- | ---- | ---- |
| Campionati mondiali          |      |      | 2°   |      | 2°   | 3°   |
| North American Championships |      |      |      | 1°   |      | 1°   |
| Campionati canadesi          | 2°   |      | 2°   | 1°   | 1°   | 1°   |

(con Thompson)
| Evento                       | 1960 | 1961 | 1962 |
| ---------------------------- | ---- | ---- | ---- |
| Campionati mondiali          | 2°   | C    | 3°   |
| North American Championships |      | 1°   |      |
| Campionati canadesi          | 1°   | 1°   | 1°   |
| Campionati britannici        |      |      | 3°   |

C = Il Campionato del mondo del 1961 non è stato disputato a causa dell'incidente del Volo Sabena 548.